# Lampria rubriventris
Lampria rubriventris là một loài ruồi trong họ Asilidae. Lampria rubriventris được Macquart miêu tả năm 1834.